# وژور
وژور (به انگلیسی: Vazhoor) یک روستا در هند است که در Kottayam district واقع شده‌است.

## خصوصیات
وژور ۲۲٬۹۸۲ نفر جمعیت دارد و ۹۰ متر بالاتر از سطح دریا واقع شده‌است.